# Praia das Poças da Manhenha
A Praia das Poças da Manhenha é uma zona balnear costeira portuguesa que se localiza no lugar da Manhenha, freguesia da Piedade, município das Lajes do Pico, ilha do Pico, arquipélago dos Açores.
Esta zona balnear que se situa na parte oriental da ilha é composta por várias piscinas naturais de origem vulcânica. As rochas em redor apresentam-se com uma cor negra profunda que contrasta com o azul do mar.